# جونيرة طويلة الأكمام
جونيرة طويلة الأكمام أو الراوند العملاق البرازيلي أو الراوند العملاق أو طعام الديناصورات (الاسم العلمي: Gunnera manicata) هي نوع من النباتات تتبع جنس الجونيرة من الفصيلة الجونيرية. وهي نوع ينمو في البرازيل.
وهي عبارة عن نبات معمر عشبي كبير يتشكل بتكوين مركب يصل طوله إلى 2.5 متر على ارتفاع 4 أمتار أو أكثر. تنمو أوراق الجونيرة طويلة الأكمام إلى حجم مثير للإعجاب. الأوراق ذات الأقطار الزائدة عن 122 سم شائعة مع انتشار على مساحة 3أمتار ب 3 أمتار في حالة النبات الناضج. الجانب السفلي من الورقة والساق كله لها أشواك. تحمل زهورًا حمراء وخضراء صغيرة في حبيبات متفرعة مخروطية في أوائل الصيف تتبعها فاكهة صغيرة كروية. ومع ذلك فإنها تزرع في المقام الأول لأوراقها الضخمة. هذا النبات ينمو أفضل في الظروف الرطبة على سبيل المثال على جوانب البرك ولكنه يكره الشتاء البارد والرطب.
وقد حصلت جونيرة طويلة الأكمام على جائزة الاستحقاق البستانية من الجمعية الملكية البستانية.
على الرغم من الاسم الشائع لا يرتبط هذا النبات ارتباطًا وثيقًا بالراوند ويُعتقد أنه عمره حوالي 150 مليون سنة. تم تسميته على اسم الأسقف النرويجي وعالم الطبيعة يوهان إرنست جونيروس الذي قام أيضًا بوصف سمك القرش المتشمس.
وموطن هذا النبات الطبيعي هو جبال سيرا دو مار في البرازيل حيث يتم استخدامه في الطب التقليدي لعلاج الأمراض المنقولة جنسيا مثل الأمراض التناسلية.